# Tricyrtis
Tricyrtis là một chi thực vật có hoa trong họ Asparagaceae.